# Elias Jabbour
Elias Marco Khalil Jabbour (São Paulo, 12 de dezembro de 1975) é um geógrafo, professor universitário e escritor brasileiro, reconhecido por seus estudos sobre o desenvolvimento econômico da China e por sua contribuição teórica à formulação do conceito de Nova Economia do Projetamento. É presidente do Instituto Municipal de Urbanismo Pereira Passos (IPP), professor da Faculdade de Ciências Econômicas da Universidade do Estado do Rio de Janeiro (UERJ) e doutor em Geografia Humana pela Universidade de São Paulo (USP).

## Formação acadêmica
Jabbour graduou-se em geografia e posteriormente concluiu mestrado e doutorado em Geografia Humana pela USP. Sua tese de doutorado, intitulada Projeto nacional, desenvolvimento e socialismo de mercado na China de hoje, analisou a relação entre projeto nacional, desenvolvimento e o modelo socialista de mercado na China contemporânea.

## Carreira acadêmica
Atualmente, é professor associado da Faculdade de Ciências Econômicas da UERJ e atua nos Programas de Pós-Graduação em Ciências Econômicas (PPGCE) e em Relações Internacionais (PPGRI) da mesma instituição. Suas pesquisas concentram-se no papel do Estado, na inovação e no planejamento de longo prazo em experiências socialistas contemporâneas, especialmente o caso chinês.

## Atuação no Novo Banco de Desenvolvimento (NDB)
Em 2023, Jabbour foi convidado pela ex-presidente Dilma Rousseff, presidente do Novo Banco de Desenvolvimento (NDB), para assumir a Diretoria de Pesquisas da instituição, sediada em Xangai, China. Ele se licenciou de suas atividades acadêmicas na UERJ para ocupar o cargo, com previsão de permanência por dois anos. Durante sua atuação no NDB, Jabbour contribuiu com análises sobre o papel da China no desenvolvimento de tecnologias estratégicas, como a inteligência artificial, e suas implicações geopolíticas.

## Contribuições teóricas
Jabbour é um dos criadores de duas abordagens teóricas. A primeira, do socialismo de mercado enquanto uma nova classe de formações econômico-sociais tendo a China sua primeira experiência a partir das reformas econômicas da China em 1978. Inclusive, esta é a grande tese defendida em "China: o socialismo do século XXI". A segunda abordagem refere-se à teoria da Nova Economia de Projetamento, enquanto o socialismo de nossa época histórica. Baseada nas ideias do economista brasileiro Ignácio Rangel, a teoria descreve uma forma híbrida de planejamento e mercado, caracterizada por inovação tecnológica, orientação estatal e coordenação entre empresas públicas e privadas. Seu primeiro desenvolvimento está detalhado no artigo Considerações iniciais sobre a “Nova Economia do Projetamento”, publicado na revista Geosul.
Entre suas principais obras estão:
Principais livros autorais:
- Socialist Economic Development in the 21st Century: A Century After the Bolshevik Revolution (com Alberto Gabriele, Routledge 2022). Versão ampliada de “China: o socialismo do século XXI” para o público estrangeiro.  ISBN 978-1032212-22-7
- China: o socialismo do século XXI (com Alberto Gabriele, Boitempo, 2021), com mais de 32 mil cópias vendidas, o best-seller[9] analisa o modelo econômico chinês como uma forma contemporânea de socialismo.[10] ISBN 978-6557171097
- China: Socialismo e Desenvolvimento - Sete Décadas Depois (Anita Garibaldi, 2020). Coletânea dos principais artigos acadêmicos e de opinião de Jabbour e seus colaboradores em homenagem aos 70 anos da Revolução Chinesa.[11] ISBN 978-6599090554

- China Hoje: Projeto Nacional, Desenvolvimento e Socialismo de Mercado (Editora Anita Garibaldi e EDUEPB, 2019), que aborda o desenvolvimento econômico da China e sua trajetória socialista.[12] ISBN 978-8572771061
- China: infraestruturas e crescimento econômico (Anita Garibaldi, 2006). Neste livro se apresenta as minúcias teóricas e empíricas da primeira grande experiência de intervenção em massa do Estado chinês em sua economia com o objetivo de unificar o território econômico do país.[13] ISBN 978-8572770651

Principais artigos científicos recentes:
- The “Chinese path”: uneven development, projectment, and socialism. (Com Vitor Boa-Nova e Javier Vadell) Cadernos Metrópole, v. 26, p. 377-400, 2024.[14]
- Chinese embedded globalization: social-economic formations in dispute in world reordering (com Javier Vadell) Globalizations, v. 21, p. 1-19, 2024.[15]
- Pressupostos dialéticos acerca do socialismo e projetamento na China de hoje (com Cristiano Capovilla) Economia e Sociedade, v. 33, p. 1-24, 2024.[16]
- Challenging Western Marxism: Socialism and “New Projectment” in Today?s China (com Cristiano Capovilla) World Marxist Review, v. 2, p. 1-24, 2024.[17]
- Ignacio Rangel: Thinker of Scientific Socialism, Originator of the “Projectment Economy” (com Roland Boer) International Critical Thought, v. 14, p. 1-19, 2024.[18]
- The (New) Projectment Economy as a Higher Stage of Development of the Chinese Market Socialist Economy (com Alexis Dantas, Carlos Espíndola e Júlio Vellozo) Journal of Contemporary Asia, v. 10, p. 1-22, 2023.[19]
- From the national system of technological innovation to the “New Projectment Economy” in China (com Uallace Moreira) Brazilian Journal of Political Economy (Online), v. 43, p. 543-563, 2023.[20]
- A nova economia do projetamento como estágio superior de intervenção do Estado chinês no território (com Vitor Boa-Nova e Melissa Cambuhy) Geosul, v. 38, p. 69-93, 2023.[21]
- On The Chinese Socialist Market Economy And The ‘New Projectment Economy” (com Alexis Dantas e Carlos Espíndola) World Review Of Political Economy, v. 13, p. 502-530, 2022. [22]
- China and Market Socialism: A New Socioeconomic Formation. (com Alexis Dantas e Carlos Espíndola) International Critical Thought, v. 11, p. 1-17, 2021.[23]
- Ignacio Rangel na China e a “Nova Economia do Projetamento”(com Alexis Dantas) Economia e Sociedade, v. 30, p. 287-310, 2021.[24]
- A 'Nova Economia do Projetamento' no combate à Covid-19 e as capacidades estatais chinesas como força política estratégica (com Bernardo Salgado Rodrigues) Revista de Economia Contemporânea, v. 25, p. 1, 2021.[25]
- Da nova economia do projetamento à globalização instituída pela China (com Alexis Dantas e Javier Vadell) Estudos Internacionais, v. 9, p. 90-105, 2021. [26]
- South Korea´s and China´s catching-up: a new-developmentalist analysis. (com Luis Carlos Bresser-Preira e Luiz Fernando de Paula) Brazilian Journal of Political Economy, v. 40, p. 264-284, 2020.[27]
- Considerações iniciais sobre a “Nova Economia do Projetamento”. (com Alexis Dantas e Carlos Espíndola) Geosul, v. 35, p. 17-42, 2020.[28]
- Socialization of Investment and Institutional Changes in China: A Heterodoxy Approach (com Luiz Fernando de Paula) Forum for Social Economics, v. 1, p. 1-14, 2020.[29]
- The Chinese Catching-Up: A Developmentalist Approach (com Luiz Fernando de Paula) Journal of Economic Issues, v. 54, p. 855-875, 2020.[30]
- A (Nova) Economia do Projetamento: o conceito e suas novas determinações na China de hoje (com Alexis Dantas, Carlos Espíndola e Júlio Vellozo) Geosul, v. 35, p. 17-48, 2020.[31]
- Sobre a China e o “socialismo de mercado” como uma nova formação econômico-social (com Alexis Dantas) Nova Economia, v. 30, p. 1029-1051, 2020.[32]
- A China e a “socialização do investimento” uma abordagem Keynes-Gerschenkron-Rangel-Hirschman (com Luiz Fernando de Paula) Revista de Economia Contemporânea, v. 22, p. 1-23, 2018.[33]
- Na China emerge uma nova formação econômico-social (com Alexis Dantas) Princípios, v. 1, p. 33-50, 2018.[34]
- The political economy of reforms and the present Chinese transition (com Alexis Dantas). Brazilian Journal of Political Economy, v. 37, p. 789-807, 2017.[35]
- O marxismo e outras influências sobre o pensamento de Ignacio Rangel. Economia e Sociedade, v. 26, p. 561-583, 2017.[36]
- Political Economy of the Coup d?État in Brazil (com Alexis Dantas) Problemy Zarzadzania, v. 15, p. 105-114, 2017.[37]
- Brazil and China: An assessment of recent trade relations (com Alexis Dantas). Ekonomika poljoprivrede, v. 63, p. 313-322, 2016.[38]
- A recriação conservadora do Estado: impasses no reformismo progressista e o Golpe de 2016 (com Alexis Dantas e Bruno Sobral) Revista da Anpege, v. 12, p. 05-38, 2016.[39]

## Atuação política
Jabbour é filiado ao Partido Comunista do Brasil (PCdoB) de 1991 até a presente data, e membro do Comitê Central desde 2013, atuando como formulador teórico e militante intelectual. Em dezembro de 2024, foi convidado pelo prefeito do Rio de Janeiro, Eduardo Paes, para presidir o Instituto Municipal de Urbanismo Pereira Passos (IPP), conforme informado pela colunista Mônica Bergamo na Folha de S.Paulo.

## Reconhecimento
Em 2023, Jabbour recebeu o Special Book Award of China por sua contribuição à compreensão internacional do modelo chinês de desenvolvimento, especialmente pelo livro China: o socialismo do século XXI.